# ヒーリング〜トッドの音楽療法
ヒーリング〜トッドの音楽療法（ヒーリング〜トッドのおんがくりょうほう、原題：Healing）は、1981年に発表されたトッド・ラングレンのアルバム。

## 収録曲
1. ヒーラー - "Healer" - 3:40
2. パルス - "Pulse" - 3:07
3. フレッシュ - "Flesh" - 3:58
4. ゴールデン・グース - "Golden Goose" - 3:16
5. コンパッション - "Compassion" - 4:43
6. シャイン - "Shine" - 8:12
7. ヒーリング・パートI - "Healing, Part I" - 7:28
8. ヒーリング・パートII - "Healing, Part II" - 7:52
9. ヒーリング・パートIII - "Healing, Part III" - 4:40
10. タイム・ヒールズ - "Time Heals" - 3:33
11. タイニー・ディーモンズ - "Tiny Demons" - 3:08